# In Another World With My Smartphone
Isekai wa Smartphone to Tomo ni (яп. 異世界はスマートフォンとともに。 Исэкай ва сума:тофон то томо ни, В другом мире со смартфоном) — японская серия ранобэ, автором которой является Патора Фуюхара. Серия выпускается Hobby Japan лейблом «HJ Bunko» с ноября 2015 года. В начале марта 2016 года было объявлено об экранизации. Премьера первой серии сериала состоялась 11 июля 2017 года. 15 апреля 2022 года было объявлено о съёмках 2 сезона, выходившего с 3 апреля по 19 июня 2023 года.

## Сюжет
Пятнадцатилетний Тоя Мотидзуки погиб вследствие удара молнией. Бог позволил ему возродиться в фэнтезийном мире и исполнить одно желание. Тоя выбрал перенести свой смартфон в новый мир. Бог наделил смартфон Тои некоторыми особыми свойствами, такими как возможность использовать магию через устройство, получать информацию о мире и его обитателях, а также увеличил физические, магические и умственные способности Тои, что сделало его намного сильнее обычных жителей нового мира. Тоя отправился в путешествие из страны в страну, разрешая как политические конфликты, так и мелкие разногласия, и наслаждался новой жизнью вместе со своими новыми союзниками.

## Персонажи
Тоя Мотидзуки (яп. 望月冬夜 Мотидзуки То:я) — главный герой. Пятнадцатилетний подросток из Земли, возрожденный Богом в другом мире, в качестве извинения за то, что последний по ошибке убил его. Его смартфон — единственная оставшаяся связь с Землёй; хотя он больше не может позвонить никому из своей прежней жизни, он все еще может выходить в Интернет, а аккумулятор можно заряжать магической энергией. Он наделен всеми семью атрибутами магии: Огонь, Вода, Ветер, Земля, Свет, Тьма и Ноль. Его регулярно принимают за выходца из Ишена (страны, напоминающей феодальную Японию), у них одинаковая система имен. Он начинает как простой искатель приключений в королевстве Белфаст, но благодаря своим способностям и скромному характеру быстро поднимается в славе благодаря импульсивным поступкам. После обнаружения первого вавилонского «Воздушного сада» и шуточной беседы с профессором Региной Вавилон, он отправляется на поиски остальных Вавилонов, чтобы победить Фраза. Согласно видению Вавилона, у Туи должно быть в общей сложности девять жен. Постепенно он заключает договоры со всеми четырьмя Небесными Зверями, первым и самым верным из которых является Кохаку, Белый Монарх. Он также становится герцогом и королем княжества Брунгильд после того, как помог сгладить отношения между Империей Регулус и Королевством Белфаст. Он также является первым авантюристом серебряного ранга, появившимся за 18 лет, а позже, достигнув золотого ранга, становится одним из всего двух живых «героев» в мире. Позже он становится полубогом на пути к тому, чтобы стать полноценным богом, поскольку его тело было восстановлено в божественной сфере Богом Миров.
Сэйю: Кацуми Фукухара
Эльзэ Силуэска (яп. エルゼ・シルエスカ Эрудзэ Сируэсука) — сестра-близнец Линзэ, использует особую нулевую магию «Усиление», для ближнего боя использует большие металлические перчатки.
Сэйю: Маая Утида
Линзэ Силуэска (яп. リンゼ・シルエスカ  Риндзэ Сируэсука) — сестра-близнец Эльзэ, может использовать магию воды, огня и света.
Сэйю: Юй Фукуо
Яэ Коконоэ (яп. 九重八重  Коконоэ Яэ) — орхидейский воин из Ишэна, страны, похожей на Японию.
Сэйю: Тинацу Акасаки
Юмина Эрнеа Белфаст (яп. ユミナ・エルネア・ベルファスト Юмина Эрунэа Бэруфасуто) — принцесса Белфаста. Имеет глаза разного цвета, что наделяет её редкой магической силой.
Сэйю: Марика Коно
Сьюзи Элнея Ортлиндэ (яп. スゥシィ・エルネア・オルトリンデ Су:си: Эрунэа Оруториндэ) — двоюродная сестра Юмины.
Сэйю: Нанами Ямасита
Кохаку (яп. 琥珀) — белый тигр-демон, прирученный Тоей.
Сэйю: Юки Каида
Бог (яп. 神様 Камисама) — создатель многих миров, случайно убивший Тою. Наблюдает за его приключениями через телевизор.
Сэйю: Фумихико Татики

## Медиа

### Ранобэ
| №  | Дата публикации       | ISBN                   |
| -- | --------------------- | ---------------------- |
| 1  | 22 мая 2015 года      | ISBN 978-4-7986-1018-4 |
| 2  | 22 августа 2015 года  | ISBN 978-4-7986-1065-8 |
| 3  | 21 ноября 2015 года   | ISBN 978-4-7986-1117-4 |
| 4  | 20 февраля 2016 года  | ISBN 978-4-7986-1172-3 |
| 5  | 21 мая 2016 года      | ISBN 978-4-7986-1229-4 |
| 6  | 23 августа 2016 года  | ISBN 978-4-7986-1279-9 |
| 7  | 24 ноября 2016 года   | ISBN 978-4-7986-1329-1 |
| 8  | 23 марта 2017 года    | ISBN 978-4-7986-1415-1 |
| 9  | 22 июня 2017 года     | ISBN 978-4-7986-1471-7 |
| 10 | 22 сентября 2017 года | ISBN 978-4-7986-1532-5 |
| 11 | 22 декабря 2017 года  | ISBN 978-4-7986-1597-4 |
| 12 | 22 марта 2018 года    | ISBN 978-4-7986-1651-3 |
| 13 | 22 июня 2018 года     | ISBN 978-4-7986-1713-8 |
| 14 | 22 сентября 2018 года | ISBN 978-4-7986-1773-2 |
| 15 | 22 декабря 2018 года  | ISBN 978-4-7986-1825-8 |
| 16 | 22 марта 2019 года    | ISBN 978-4-7986-1888-3 |
| 17 | 22 июня 2019 года     | ISBN 978-4-7986-1948-4 |
| 18 | 21 сентября 2019 года | ISBN 978-4-7986-2004-6 |
| 19 | 21 декабря 2019 года  | ISBN 978-4-7986-2089-3 |
| 20 | 21 марта 2020 года    | ISBN 978-4-7986-2152-4 |
| 21 | 22 июня 2020 года     | ISBN 978-4-7986-2237-8 |
| 22 | 22 октября 2020 года  | ISBN 978-4-7986-2325-2 |
| 23 | 19 февраля 2021 года  | ISBN 978-4-7986-2420-4 |
| 24 | 19 июня 2021 года     | ISBN 978-4-7986-2513-3 |
| 25 | 19 ноября 2021 года   | ISBN 978-4-7986-2668-0 |

### Аниме
Романы адаптировали в аниме в виде телесериала на студии Production Reed, в список работ которой входит аниме по Macross 7; премьера первой серии состоялась 11 июля 2017 года. Режиссёром адаптации стал Янасэ Хироюки, за наполнение серий отвечала Нацуко Такахаси, а музыкальным оформлением занималась компания Exit Tunes.

## Коммерческий успех
Страницы новеллы на сайте Shousetsuka ni Narou посетили более ста миллионов раз.

## Примечание
1. ↑  Funimation to Stream Simuldub for In Another World With My Smartphone. Anime News Network (18 июля 2017). Дата обращения: 18 июля 2017. Архивировано 18 июля 2017 года.
2. ↑  Crunchyroll to Stream New Game!! Season 2, In Another World With My Smartphone Anime. Anime News Network (11 июля 2017). Дата обращения: 11 июля 2017. Архивировано 5 января 2019 года.
3. ↑  In Another World With My Smartphone Anime Gets 2nd Season (англ.). Anime News Network. Дата обращения: 27 мая 2022. Архивировано 27 мая 2022 года.